# Claudine Rinner
Claudine Rinner (* 1965) ist eine französische Amateurastronomin, Asteroiden- und Kometenentdeckerin.

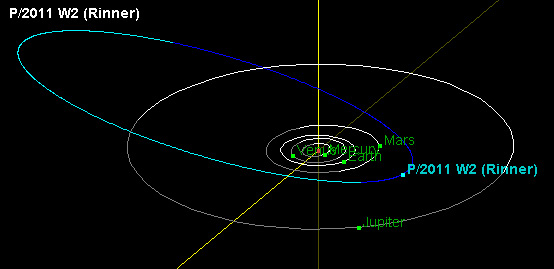
Orbit von P/2011 W2 (Rinner)

## Leben
Rinner wurde im Elsass geboren. Bereits als Kind interessierte sie sich für Astronomie. Mit 11 Jahren kaufte sie sich von ihrem Taschengeld ein 5-Zentimeter-Teleskop, mit dem sie Saturn, Jupiter, den Mond und seine Krater beobachtete. Als sie 14 Jahre alt war, kaufte sie sich von ihrem Taschengeld ein 11,5-Zentimeter-Teleskop.
Rinner ergriff den Beruf einer Designerin von integrierten Schaltkreisen. Die Astronomie betrieb sie als Hobby neben ihrer Berufstätigkeit. Durch ein Praktikum erlernte sie den Umgang mit CCD-Kameras. Nun beobachtete sie den Himmel zunächst von ihrem Garten aus mit immer größeren Teleskopen, die sie mit den CCD-Kameras koppelte. Da das Wetter im Elsass häufig nicht so gut für Himmelsbeobachtungen geeignet ist, installierte sie ihre Teleskope an verschiedenen anderen Orten, zuletzt in einer Sternwarte in Oukaïmeden im Hohen Atlas in Marokko. Dies wurde durch eine Zusammenarbeit mit der Cadi Ayyad-Universität, Marrakesch innerhalb des MOSS-Projektes (MOSS = Morocco Oukaimeden Sky Survey) möglich. Rinner steuerte die Teleskope und die Kamera von zu Hause aus.

## Tätigkeit als Amateurastronomin
Rinner arbeitet am Observatorium Ottmarsheim an der Durchmusterung zum Nachweis von Kleinplaneten. Außerdem bestimmt sie über Lichtkurvenbeobachtungen die Rotationsperioden der beobachteten Objekte.
Sie entdeckte mehr als 100 Kleinplaneten und mehr als 40 Kometen. Der 2011 von ihr entdeckte Komet P/2011 W2 (Rinner) wurde nach ihr benannt, ebenso der 1999 von Laurent Bernasconi entdeckte Asteroid (23999) Rinner.

## Auszeichnungen
2012 und 2013 erhielt Rinner für ihre Entdeckungen des Kometen P/2011 W2 und drei weiterer Kometen im Rahmen des MOSS-Projektes den Edgar Wilson Award. 2020 erhielt sie von der Société astronomique de France für ihre Mitarbeit am MOSS-Projekt zusammen mit Michel Ory den Dorothea-Klumpke-Isaac-Roberts-Preis.

## Von Claudine Rinner (mit-)entdeckte Kometen (Auswahl)
| Bezeichnung        | Provisorische Bezeichnung | Datum der Entdeckung | Quellen                     |
| ------------------ | ------------------------- | -------------------- | --------------------------- |
| 373P/Rinner        | P/2011 W2 (Rinner)        | 28. November 2011    | [ 7 ] [ 10 ] [ 11 ]         |
| C/2012 CH17 (MOSS) |                           | 7. Februar 2012      | [ 12 ] [ 13 ] [ 14 ] [ 15 ] |
| 281P/MOSS          | P/2013 CE31 (MOSS)        | 5. Februar 2013      | [ 16 ] [ 17 ] [ 18 ]        |

## Von Claudine Rinner entdeckte Kleinplaneten (Auswahl)
| Name                    | Datum der Entdeckung | benannt nach                      | Quellen |
| ----------------------- | -------------------- | --------------------------------- | ------- |
| (90533) Laurentblind    | 28. März 2004        | Laurent Blind                     | [ 19 ]  |
| (120375) Kugel          | 10. August 2005      | François Kugel                    | [ 20 ]  |
| (128627) Ottmarsheim    | 6. September 2004    | Ottmarsheim                       | [ 21 ]  |
| (133892) Benkhaldoun    | 7. September 2004    | Zouhair Benkhaldoun               | [ 22 ]  |
| (145566) Andreasphilipp | 25. Juli 2006        | Andreas Philipp                   | [ 23 ]  |
| (158913) Kreider        | 9. September 2004    | Christian Kreider                 | [ 24 ]  |
| (164587) Taesch         | 17. Juli 2007        | Paul Taesch                       | [ 25 ]  |
| (184318) Fosanelli      | 2. April 2005        | Patrik Fosanelli                  | [ 26 ]  |
| (200020) Cadi Ayyad     | 14. Juli 2007        | Cadi Ayyad University             | [ 27 ]  |
| (214485) Dupouy         | 26. Oktober 2005     | Philippe Dupouy                   | [ 28 ]  |
| (355022) Triman         | 31. August 2006      | Triman, Spitzname von Martin Peer | [ 29 ]  |
| (355029) Herve          | 1. September 2006    | Jacquinot Herve                   | [ 30 ]  |